# Appaloosa néerlandais
L′Appaloosa néerlandais (néerlandais : Vereniging Het Nederlandse Appaloosa Stamboek) est un registre généalogique de chevaux, géré aux Pays-Bas. Les animaux sont caractérisés par leur robe tachetée, et font l'objet de sélections.

## Histoire
Ce registre séparé est créé en 1967 pour tous les chevaux néerlandais arborant une robe tachetée. Il agrège tous les chevaux et poneys portant cette robe, et non uniquement ceux faisant partie de la race Appaloosa. La souche d'origine est composée de chevaux Knabstrup du Danemark, et de Noriker d'Autriche. Les autres lignées sont issues de célèbres stud-books, tels que le KWPN, le NRPS, et le stud-book du poney Shetland.
Désormais, l'élevage est surtout effectué avec des chevaux de sport.

## Description
Pour être enregistré comme Appaloosa néerlandais, le cheval doit présenter une morphologie de selle. La fourchette de taille est très vaste, puisqu'elle peut s'échelonner de 75 cm à 1,70 m. Cette fourchette est elle-même divisée en trois tailles : Grand (Grot) pour les chevaux de 1,48 m et plus, petit (Kleine) pour les poneys de 1,19 à 1,48 m, et mini jusqu'à 1,18 m. 
La robe est toujours tachetée.
Des tests de performances sous la selle conditionnent l'enregistrement : l'animal est évalué par un vétérinaire, et examiné notamment au trot sur un sol dur. Cet enregistrement a lieu chaque année à des dates précises, généralement en juin et juillet. Juments et hongres d'au moins de 3 ans peuvent être proposés. L'inspection des étalons a lieu chaque année en mars.
L'association de race édite un périodique bimensuel, Appaloosa News.

## Utilisations
C'est un cheval de selle, dont la sélection vise les sports et les loisirs équestres.

## Diffusion de l'élevage
Chaque mois d'août, les éleveurs se rencontrent au National Appaloosa Show de Lunteren.